# Municipio de Mineral del Monte
El municipio de Mineral del Monte es uno de los ochenta y cuatro municipios que conforman el estado de Hidalgo, México. La cabecera municipal y localidad más poblada es Mineral del Monte.
El municipio se localiza al centro del territorio hidalguense entre los paralelos 20° 5′ y 20° 13′ de latitud norte; los meridianos 98° 36′ y 98° 43′ de longitud oeste; con una altitud entre 2200 y 3100 m s. n. m. Este municipio cuenta con una superficie de 53.40 km², y representa el 0.26 % de la superficie del estado; dentro de la región geográfica denominada como Comarca Minera.
Colinda al norte con los municipios de Mineral del Chico y Omitlán de Juárez; al este con los municipios de Omitlán de Juárez y Epazoyucan; al sur con los municipios de Epazoyucan y Mineral de la Reforma; al oeste con los municipios de Mineral de la Reforma, Pachuca de Soto y Mineral del Chico.
Mineral del monte se considera dentro de los municipios metropolitanos de la zona metropolitana de Pachuca, integrada también por los municipios de Pachuca de Soto, Epazoyucan, Mineral de la Reforma, San Agustín Tlaxiaca, Zapotlán de Juárez y Zempoala, siendo Pachuca de Soto el municipio central.

## Toponimia
Originalmente llamado Real del Monte por ser dominio de la Corona española, pasó a llamarse Mineral del Monte luego del descubrimiento de las minas.

## Geografía

### Relieve e hidrográfica

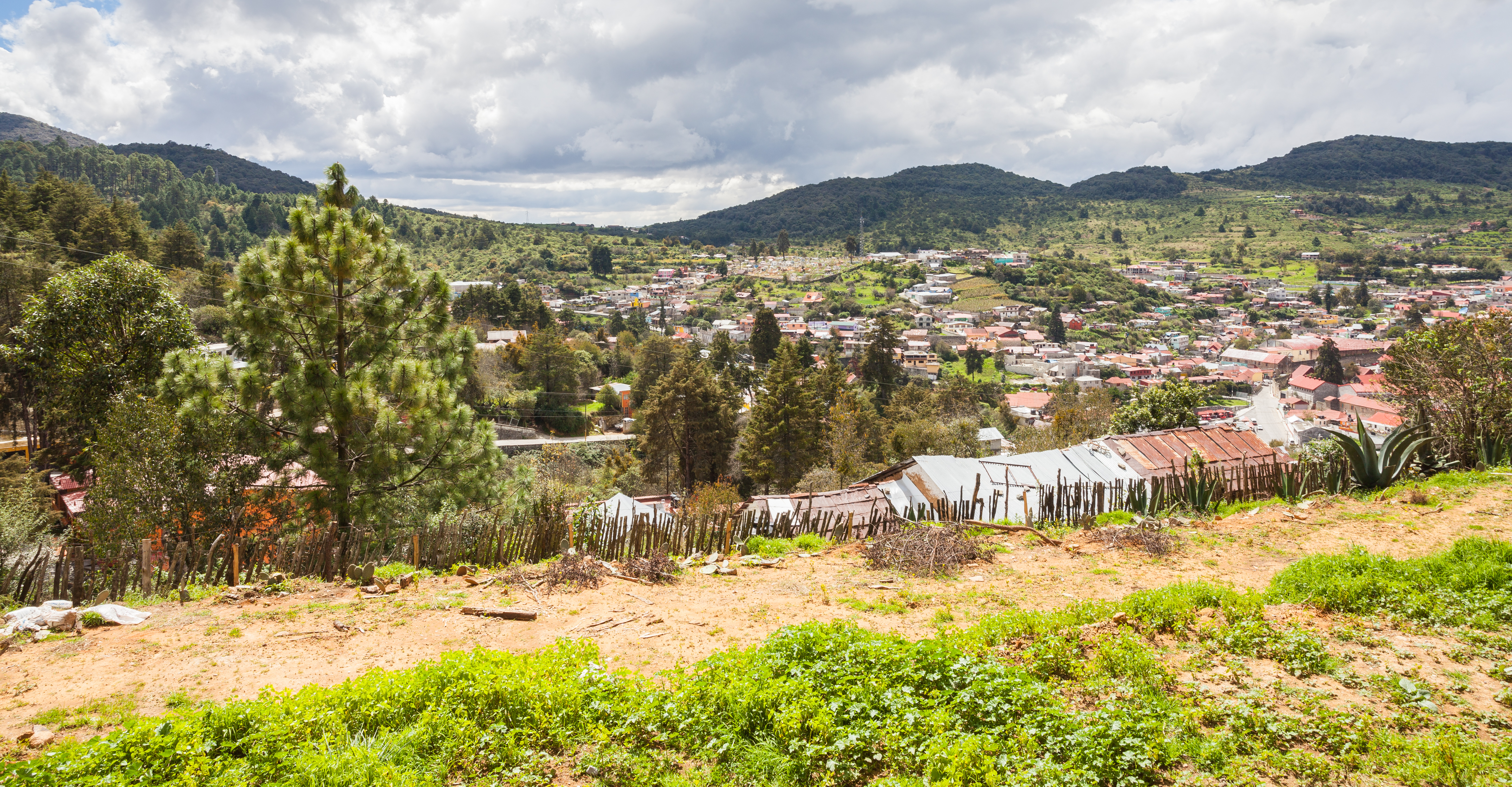
Panorámica de Mineral del Monte.

En cuanto a fisiografía se encuentra dentro de la provincia del Eje Neovolcánico; dentro de la subprovincia de Sierras y Llanuras de Querétaro e Hidalgo. Su territorio es completamente sierra. De las prominencias localizadas destaca el cerro del "Judío", así como la peña del águila, la peña del Zumate.
En cuanto a su geología corresponde al periodo neógeno (98.85%). Con rocas tipo ígnea extrusiva: Toba ácida–brecha volcánica ácida (41.5%), andesita brechavolcánica intermedia (37.5%), toba ácida (10.85%) y riolita–toba ácida (1.0%). En cuanto a edafología el suelo dominante es luvisol (68.0%), regosol (21.85%) y phaeozem (1.0%).
En lo que respecta a la hidrología se encuentra posicionado en la región hidrológica del Pánuco; en las cuencas del río Moctezuma; dentro de las subcuencas de río Amajac (67.0 %), río Tezontepec (25.0 %) y río Metztitlán (8.0 %). El río Amajac, se origina en la sierra de Pachuca al norte del municipio; hasta hace relativamente poco tiempo, su mayor caudal se recibía del desagüe de algunas minas.

### Clima
El territorio municipal se encuentran los siguientes climas con su respectivo porcentaje: Semifrío subhúmedo con lluvias en verano, de mayor humedad (58.0%), templado subhúmedo con lluvias en verano, de mayor humedad (36.0%) y templado subhúmedo con lluvias en verano, de menor humedad (6.0%).
La precipitación fluvial anual asciende a 951 mm, y la temperatura media anual a 12.1 grados centígrados, registrándose por otra parte un promedio de 42 heladas al año. La región se nubla con facilidad y llueve con frecuencia, acentuándose el clima frío durante el invierno; ocasionalmente nieva; registrándose por otra parte un promedio de 42 heladas al año.
En el municipio se registró la última nevada el 3 de enero de 2008; con temperaturas que llegaron hasta los -5 °C, condiciones que afectaron a la ciudad. El 2 de marzo de 2013, se registró una temperatura de -3.5 °C; en Pachuca, Mineral de la Reforma y Mineral del Monte se registró caída de aguanieve.

### Ecología
La flora que predomina se encuentra una buena variedad de coníferas, destacando el avellano, el encino, el ocote, el oyamel, el ciprés y el pino. La fauna se reduce a la existencia de conejos, o mamíferos roedores del género liebre, así como ardillas y una buena variedad de aves terrestres voladoras, generalmente pequeñas, del orden de los pájaros.

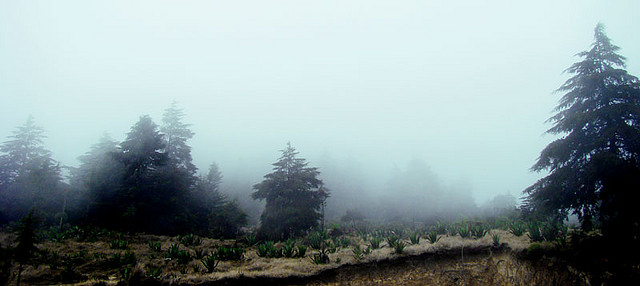
Parque estatal Bosque el Hiloche.

## Demografía

### Población
De acuerdo a los resultados que presentó el Censo Población y Vivienda 2020 del INEGI, el municipio cuenta con un total de 14 324 habitantes, siendo 6817 hombres y 7507 mujeres. Tiene una densidad de 268.1 hab/km², la mitad de la población tiene 31 años o menos, existen 93 hombres por cada 100 mujeres.
El porcentaje de población que habla lengua indígena es de 0.30 %, y el porcentaje de población que se considera afromexicana o afrodescendiente es de 1.26 %. Tiene una Tasa de alfabetización de 99.5 % en la población de 15 a 24 años, de 96.0 % en la población de 25 años y más. El porcentaje de población según nivel de escolaridad, es de 2.3 % sin escolaridad, el 54.5 % con educación básica, el 25.5 % con educación media superior, el 17.5 % con educación superior, y 0.2 % no especificado.
El porcentaje de población afiliada a servicios de salud es de 64.0 %. El 48.8 % se encuentra afiliada al IMSS, el 36.4 % al INSABI, el 12.4 % al ISSSTE, 0.7 % IMSS Bienestar, 0.3 % a las dependencias de salud de PEMEX, Defensa o Marina, 1.7 % a una institución privada, y el 0.9 % a otra institución. El porcentaje de población con alguna discapacidad es de 7.2 %. El porcentaje de población según situación conyugal, el 31.2 % se encuentra casada, el 35.6 % soltera, el 19.9 % en unión libre, el 6.2 % separada, el 1.6 % divorciada, el 5.5 % viuda.
Para 2020, el total de viviendas particulares habitadas es de 3688 viviendas, representa el 0.4 % del total estatal. Con un promedio de ocupantes por vivienda 3.9 personas. Predominan las viviendas con tabique y block. En el municipio para el año 2020, el servicio de energía eléctrica abarca una cobertura del 99.6 %; el servicio de agua entubada un 67.5 %; el servicio de drenaje cubre un 97.8 %; y el servicio sanitario un 98.3 %.

### Localidades

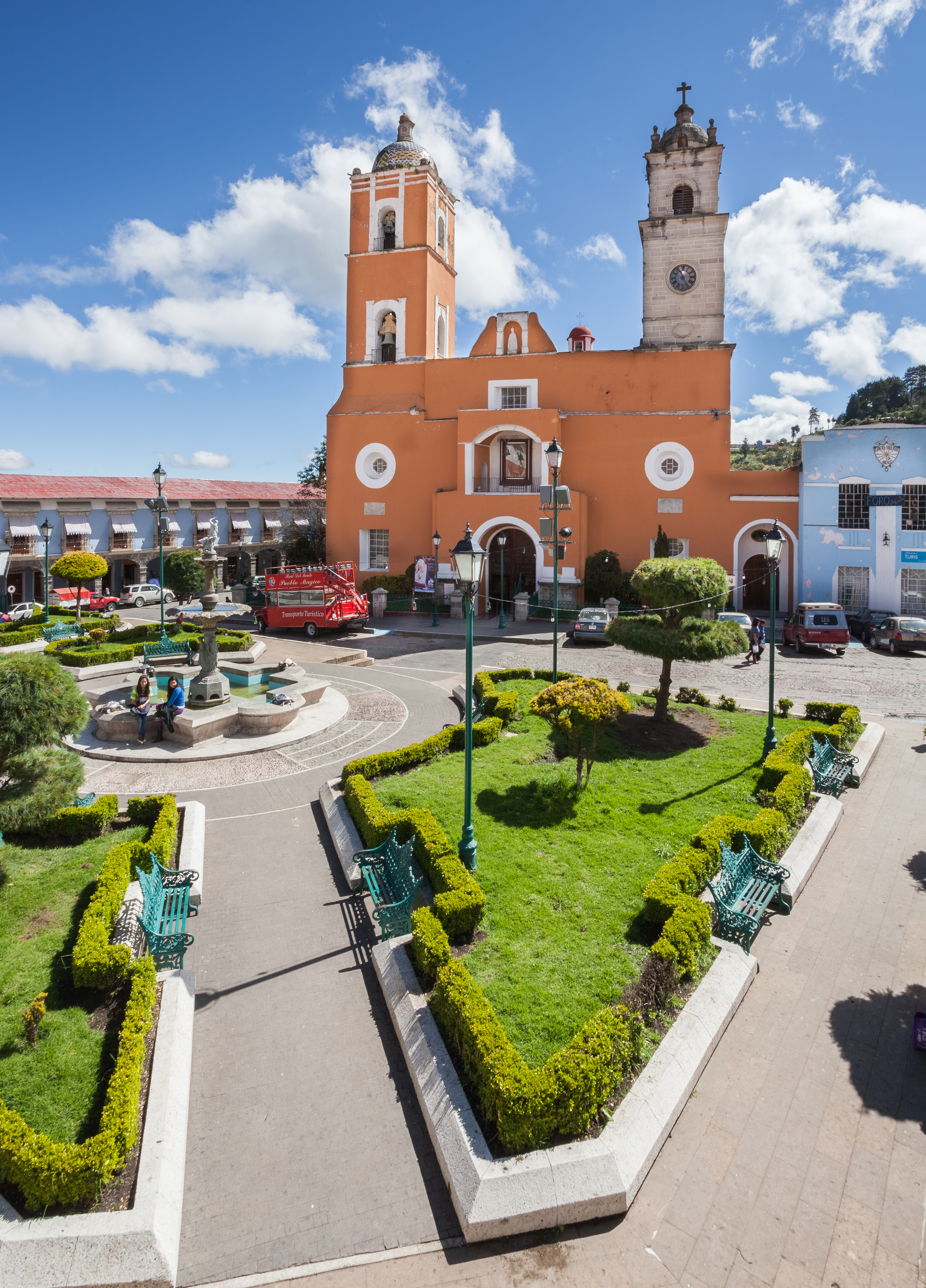
Localidad de Mineral del Monte.

Para el año 2020, de acuerdo al Catálogo de Localidades, el municipio cuenta con 22 localidades.
| Código INEGI | Localidad                                 | Población (2020) | Porcentaje (%) | Ámbito Población | Categoría Población |
| ------------ | ----------------------------------------- | ---------------- | -------------- | ---------------- | ------------------- |
| 130390001    | Mineral del Monte                         | 11 149           | 77.83          | Urbano           | Cabecera municipal  |
| 130390006    | Pueblo Nuevo                              | 941              | 6.57           | Rural            | Comunidad           |
| 130390009    | Tezoantla                                 | 781              | 5.45           | Rural            | Comunidad           |
| 130390008    | Santa Rosalía                             | 514              | 3.59           | Rural            | Comunidad           |
| 130390003    | Ciénega Larga                             | 277              | 1.93           | Rural            | Ranchería           |
| 130390007    | San Pedro Huixotitla                      | 265              | 1.85           | Rural            | Ranchería           |
| 130390004    | Barrio de Escobar                         | 136              | 0.95           | Rural            | Ranchería           |
| 130390036    | San Felipe (La Providencia)               | 59               | 0.41           | Rural            | Ranchería           |
| 130390014    | El Jilguero                               | 35               | 0.24           | Rural            | Ranchería           |
| 130390012    | San Felipe                                | 26               | 0.18           | Rural            | Ranchería           |
| 130390030    | Bosques de San Cayetano [Fraccionamiento] | 23               | 0.16           | Rural            | Ranchería           |
| 130390032    | Rancho Valencia                           | 22               | 0.15           | Rural            | Ranchería           |
| 130390023    | Palo Hueco                                | 18               | 0.13           | Rural            | Ranchería           |
| 130390035    | Llano Grande                              | 16               | 0.11           | Rural            | Ranchería           |
| 130390033    | Las Flores                                | 14               | 0.10           | Rural            | Ranchería           |
| 130390041    | Pozo Azul                                 | 14               | 0.10           | Rural            | Ranchería           |
| 130390039    | El Zopilote (La Cumbre)                   | 11               | 0.08           | Rural            | Ranchería           |
| 130390028    | Calicanto                                 | 9                | 0.06           | Rural            | Ranchería           |
| 130390002    | Cabrera                                   | 5                | 0.03           | Rural            | Ranchería           |
| 130390029    | Barrio del Agua Escondida                 | 4                | 0.03           | Rural            | Ranchería           |
| 130390031    | Los Cajones                               | 3                | 0.02           | Rural            | Ranchería           |
| 130390026    | Rufina                                    | 2                | 0.01           | Rural            | Ranchería           |

## Política
Se erigió como municipio el 15 de febrero de 1826. El Ayuntamiento está compuesto por: un presidente municipal, un síndico y ocho regidores, treinta y cinco delegados, treinta y cinco subdelegados  y dos comisariados ejidales. De acuerdo al Instituto Nacional electoral (INE) el municipio está integrado por doce secciones electorales, de la 0713 a la 0724. Para la elección de diputados federales a la Cámara de Diputados de México y diputados locales al Congreso de Hidalgo, se encuentra integrado al distrito electoral federal 3 de Hidalgo y al distrito electoral local 9 de Hidalgo. A nivel estatal administrativo pertenece a la Macrorregión I y a la Microrregión V, además de a la Región Operativa I Pachuca.

### Cronología de presidentes municipales
| Periodo                  | Nombre                      | Afiliación política        |
| ------------------------ | --------------------------- | -------------------------- |
| 1949-1951                | David Cabrera Villagrán     | -                          |
| 1952-1954                | Abraham Rublúo Calva        | -                          |
| 1955-1957                | Ruperto Prado Valderrama    | -                          |
| 1958-1959                | Mario Martínez de Lucio     | -                          |
| 1959-1961                | Horacio Meneses Paniagua    | -                          |
| 1961-1963                | Rodolfo Luna Samperio       | -                          |
| 1964-1967                | Abundio Rodríguez Reséndiz  | -                          |
| 1967-1970                | Román Monroy González       | -                          |
| 1970-1973                | Manuel Bárcenas González    | -                          |
| 1973-1976                | Juan Sánchez Roldan         | -                          |
| 1976-1979                | Miguel Martínez Villarreal  | -                          |
| 1979-1982                | Juan Rodríguez Morales      | -                          |
| 1982-1985                | Juan Carlos Bulos Huebe     | -                          |
| 1985-1988                | Andrés Téllez Hernández     | -                          |
| 1988-1991                | Miguel Ángel Meléndez Ávila | -                          |
| 1991-1994                | Luis Rafael Arriaga Conde   | -                          |
| 16/01/1994 al 15/01/1997 | Horacio Meneses Barranco    | PRI                        |
| 16/01/1997 al 15/01/2000 | Felipe Labastida Domínguez  | PRI                        |
| 16/01/2000 al 15/01/2003 | Angelina Rosa Bulos Islas   | PRI                        |
| 16/01/2003 al 15/01/2006 | Gerardo Moreno Mohedano     | PRI                        |
| 16/01/2006 al 15/01/2009 | Rafael Amador Montiel       | PRI                        |
| 16/01/2009 al 15/01/2012 | Omar Mariano Skewes Ramírez | PAN                        |
| 16/01/2012 al 04/09/2016 | Camilo Nava Rosales         | Juntos por Hidalgo         |
| 05/09/2016 al 04/09/2020 | Jaime Soto Jarillo          | PANAL                      |
| 05/09/2020 al 14/12/2020 | Mauricio Rodríguez Téllez   | Concejo municipal Interino |
| 15/12/2020 al 04/09/2024 | Alejandro Sierra Tello      | PRI                        |
| 05/09/2024 al 04/09/2027 | Edmundo Méndez Tejeda       | Morena                     |

## Economía

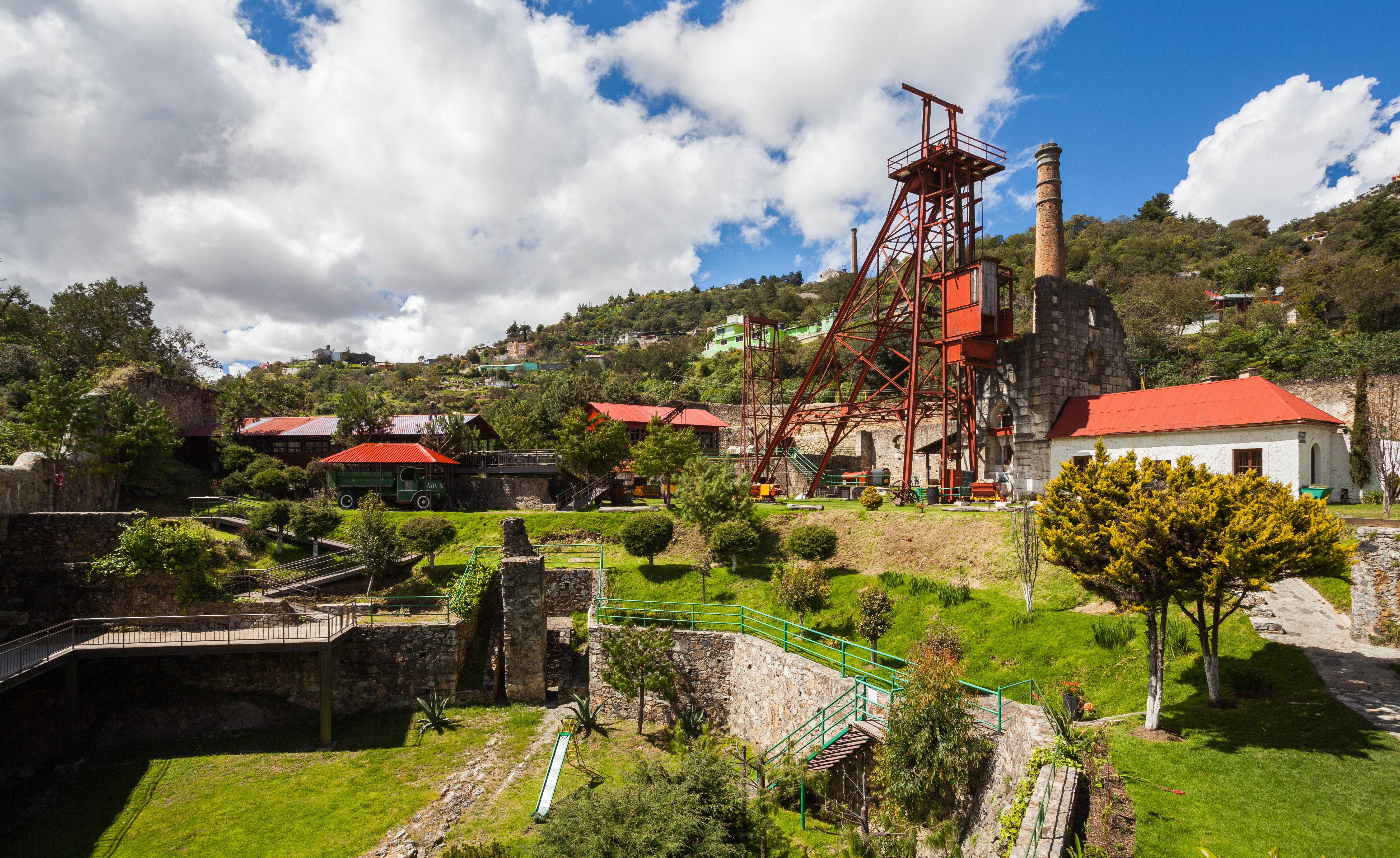
La mina de Acosta en Mineral del Monte, inicia sus trabajos en 1727 y mantiene su actividad productiva hasta 1985. En 1998 se transforma en un museo.

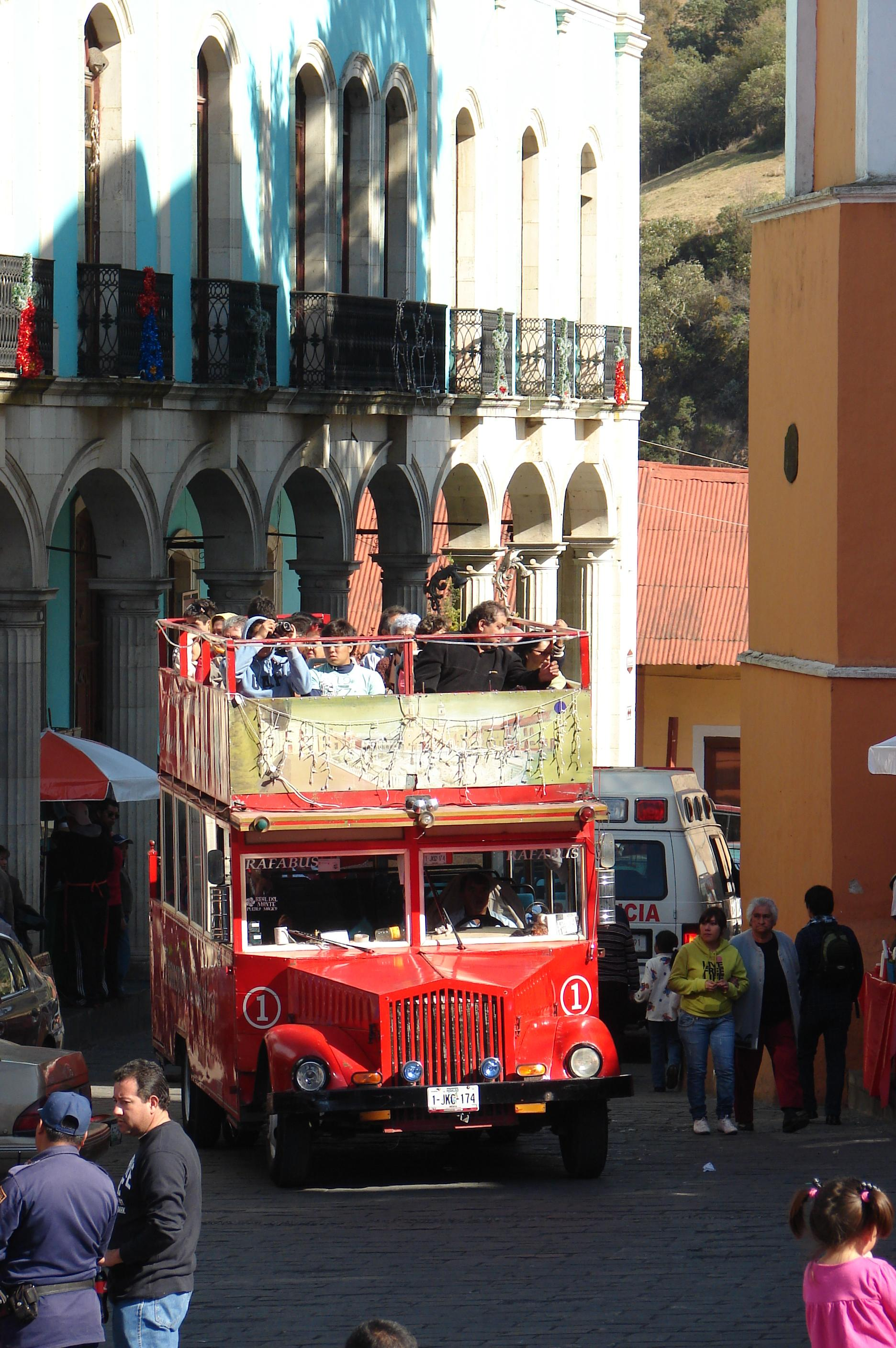
Transporte turístico, el municipio pertenece al Corredor turístico de la Montaña.

En 2015 el municipio presenta un IDH de 0.774 Alto, por lo que ocupa el lugar 13° a nivel estatal; y en 2005 presentó un PIB de $694,727,025.00 pesos mexicanos, y un PIB per cápita de $58,165.00 (precios corrientes de 2005).
De acuerdo con el Consejo Nacional de Evaluación de la Política de Desarrollo Social (Coneval), el municipio registra un Índice de Marginación Muy Bajo. El 42.5% de la población se encuentra en pobreza moderada y 7.4% se encuentra en pobreza extrema. En 2015, el municipio ocupó el lugar 15 de 84 municipios en la escala estatal de rezago social.
A datos de 2015, en materia de agricultura la mayor parte de la superficie sembrada es de maíz con 370 hectáreas, avena con 108 hectáreas, y cebada forrajera con 35 hectáreas. Entre los cultivos perennes, se planta el maguey y el nopal tunero. En ganadería la población pecuaria, según importancia de volumen de cabezas: Ovino con 20 445 cabezas, Caprino con 2590 cabezas, Bovino con 3150 cabezas, Porcino con 1400 cabezas, Aves con 11 000, Abejas cuenta con 12 colmenas.
En silvicultura Las principales especies maderables que se explotan son las coníferas, entre las que se encuentran el pino y el oyamel; en segundo lugar son las latífoliadas, entre las que está el encino. En minería esta actividad no se realiza en forma predominante en la producción de minerales, como se hacía en décadas pasadas debido a los altos costos que implica la explotación de estos, aún se puede llevar a cabo en baja escala.  En lo que respecta a los minerales metálicos se produce la plata, el plomo, el zinc y el cobre.
En lo que respecta al comercio, se cuenta con 4 tiendas DICONSA, 2 mercados públicos, 1 rastro mecanizado, 2 lecherías LICONSA que distribuye 278 052 litros en beneficio de 704 familias al año. . De acuerdo con cifras al año 2015 presentadas en los censos económicos del INEGI, la Población Económicamente Activa (PEA) del municipio asciende a 6235 de las cuales 6035 se encuentran ocupadas y 200 se encuentran desocupadas. El 2.32% pertenece al sector primario, el 26.73% pertenece al sector secundario, el 70.13% pertenece al sector terciario y 0.82% no especificaron.